# Coromandeloehoe
De Coromandeloehoe (Ketupa coromanda, synoniem Bubo coromandus) is een oehoe uit de familie Strigidae.

## Verspreiding en leefgebied
Deze soort komt voor van Pakistan tot westelijk Thailand, maar ook in oostelijk China en telt twee ondersoorten:
- K. c. coromanda: Pakistan, India, Nepal en Bangladesh.
- K. c. klossii: van zuidelijk China tot zuidelijk Myanmar en oostelijk Thailand.